# Lorne Balfe
Lorne Balfe (Inverness, 23 februari 1976) is een Schots componist en muziekproducent van films en computerspellen.
Balfe studeerde aan de Trinity College of Music in Londen. Na zijn studie verhuisde hij naar de Verenigde Staten, waar hij zijn carrière begon als componist bij de studio Remote Control Productions van componist-producent Hans Zimmer in Los Angeles. Bekende werken die van zijn hand komen zijn de computerspellen Skylanders: Spyro's Adventure en Assassin's Creed III en de films Penguins of Madagascar, Terminator Genisys en Mission: Impossible – Fallout. Ook schreef hij muziek voor televisieseries als The Bible en Genius en de documentaireserie The Story of God with Morgan Freeman.

## Filmografie
| Jaar | Titel                                         | Opmerkingen           |
| ---- | --------------------------------------------- | --------------------- |
| 2004 | Crazy in Love                                 |                       |
| 2009 | Crying with Laughter                          |                       |
| 2010 | Megamind                                      | met Hans Zimmer       |
| 2011 | The Dilemma                                   | met Hans Zimmer       |
| 2011 | Ironclad                                      |                       |
| 2012 | The Sweeney                                   |                       |
| 2013 | Magpie                                        |                       |
| 2013 | Not Another Happy End                         |                       |
| 2013 | The Frozen Ground                             |                       |
| 2013 | Side by Side                                  |                       |
| 2014 | Red Wing                                      |                       |
| 2014 | Son of God                                    | met Hans Zimmer       |
| 2014 | Blackwood                                     |                       |
| 2014 | Words with Gods                               | segment "God's Blood" |
| 2014 | Gloria                                        |                       |
| 2014 | Penguins of Madagascar                        |                       |
| 2015 | Home                                          |                       |
| 2015 | Bone in the Throat                            |                       |
| 2015 | Terminator Genisys                            |                       |
| 2015 | Captive                                       |                       |
| 2015 | American Hero                                 |                       |
| 2016 | 13 Hours: The Secret Soldiers of Benghazi     |                       |
| 2016 | War on Everyone                               |                       |
| 2017 | The Lego Batman Movie                         |                       |
| 2017 | Ghost in the Shell                            | met Clint Mansell     |
| 2017 | Churchill                                     |                       |
| 2017 | The Florida Project                           |                       |
| 2017 | Geostorm                                      |                       |
| 2018 | 12 Strong                                     |                       |
| 2018 | The Hurricane Heist                           |                       |
| 2018 | Pacific Rim Uprising                          |                       |
| 2018 | Mission: Impossible – Fallout                 |                       |
| 2019 | Georgetown                                    |                       |
| 2019 | Military Wives                                |                       |
| 2019 | Jungleland                                    |                       |
| 2019 | Gemini Man                                    |                       |
| 2019 | 6 Underground                                 |                       |
| 2020 | Bad Boys for Life                             |                       |
| 2020 | Songbird                                      |                       |
| 2021 | Outside the Wire                              |                       |
| 2021 | Black Widow                                   |                       |
| 2021 | The Tomorrow War                              |                       |
| 2021 | The Forgiven                                  |                       |
| 2021 | Silent Night                                  |                       |
| 2021 | Rumble                                        |                       |
| 2022 | Ambulance                                     |                       |
| 2022 | Infinite Storm                                |                       |
| 2022 | Secret Headquarters                           |                       |
| 2022 | Ticket to Paradise                            |                       |
| 2022 | Black Adam                                    |                       |
| 2023 | Luther: The Fallen Sun                        |                       |
| 2023 | Dungeons & Dragons: Honor Among Thieves       |                       |
| 2023 | Tetris                                        |                       |
| 2023 | Ghosted                                       |                       |
| 2023 | Mission: Impossible – Dead Reckoning Part One |                       |
| 2023 | Gran Turismo                                  | met Andrew Kawczynski |
| 2024 | Argylle                                       |                       |
| 2024 | Bad Boys: Ride or Die                         |                       |
| 2025 | Novocaine                                     | met Andrew Kawczynski |
| 2025 | Mission: Impossible – The Final Reckoning     |                       |
| 2025 | The Naked Gun                                 |                       |

## Overige producties

### Computerspellen
| Jaar | Titel                                                | Opmerkingen     |
| ---- | ---------------------------------------------------- | --------------- |
| 2009 | Call of Duty: Modern Warfare 2                       | met Hans Zimmer |
| 2011 | Rango                                                |                 |
| 2011 | Crysis 2                                             | met Hans Zimmer |
| 2011 | Skylanders: Spyro's Adventure                        | met Hans Zimmer |
| 2011 | Assassin's Creed: Revelations                        | met Jesper Kyd  |
| 2012 | Skylanders: Giants                                   |                 |
| 2012 | Assassin's Creed III                                 |                 |
| 2013 | Assassin's Creed III: The Tyranny of King Washington |                 |
| 2013 | Beyond: Two Souls                                    |                 |
| 2013 | Skylanders: Swap Force                               |                 |
| 2014 | Skylanders: Trap Team                                |                 |
| 2015 | Skylanders: SuperChargers                            |                 |
| 2015 | Honor of Kings                                       | met Hans Zimmer |
| 2016 | Skylanders: Imaginators                              |                 |
| 2017 | Arena of Valor                                       | met Hans Zimmer |
| 2017 | Lineage Eternal                                      |                 |
| 2018 | Bless Online                                         | met Hans Zimmer |
| 2018 | FIFA 19                                              | met Hans Zimmer |

### Televisiefilms
| Jaar | Titel               | Opmerkingen |
| ---- | ------------------- | ----------- |
| 2005 | Mersey Cop          |             |
| 2006 | When Beaches Attack |             |

### Televisieseries
| Jaar | Titel                      | Opmerkingen                                |
| ---- | -------------------------- | ------------------------------------------ |
| 2003 | Package Holiday Undercover |                                            |
| 2004 | Manhunt                    | met Scooter Pietsch                        |
| 2004 | Shoebox Zoo                |                                            |
| 2007 | River City                 |                                            |
| 2012 | Restless                   | miniserie                                  |
| 2013 | The Bible                  | miniserie, met Hans Zimmer                 |
| 2014 | The Driver                 | miniserie                                  |
| 2015 | Sons of Liberty            | miniserie, met Hans Zimmer                 |
| 2015 | A.D. The Bible Continues   | miniserie, met Hans Zimmer                 |
| 2015 | Saints & Strangers         | miniserie, met Hans Zimmer                 |
| 2016 | Marcella                   | 2016-2020                                  |
| 2017 | Genius                     | 2017-2018, met Hans Zimmer                 |
| 2017 | The Crown                  | met Hans Zimmer en Rupert Gregson-Williams |
| 2018 | The Cry                    | miniserie                                  |
| 2019 | His Dark Materials         | 2019-2022                                  |
| 2020 | Pennyworth                 | 2020-2021                                  |
| 2021 | Bulletproof                |                                            |
| 2021 | Dopesick                   |                                            |
| 2021 | The Wheel of Time          |                                            |
| 2022 | Man vs. Bee                |                                            |
| 2022 | Mayflies                   | met Joseph Stevenson                       |

### Documentaires
| Jaar | Titel                                      | Opmerkingen     |
| ---- | ------------------------------------------ | --------------- |
| 2000 | In Search of the Muse                      |                 |
| 2000 | Animal Park                                |                 |
| 2006 | Fight Science                              |                 |
| 2013 | Girl Rising                                |                 |
| 2013 | Salinger                                   |                 |
| 2014 | Pantani: The Accidental Death of a Cyclist |                 |
| 2014 | Manny                                      |                 |
| 2014 | The Last Man on the Moon                   |                 |
| 2014 | Above and Beyond                           |                 |
| 2016 | The Fresco Fiasco                          |                 |
| 2016 | Le Mans: 3D Racing Is Everything           |                 |
| 2018 | Studio 54                                  |                 |
| 2019 | Where's My Roy Chon?                       |                 |
| 2020 | Rebuilding Paradise                        | met Hans Zimmer |
| 2020 | The Dark Shadow of Murder                  |                 |
| 2022 | The End of the World                       |                 |

### Documentaire series
| Jaar | Titel                                | Opmerkingen                  |
| ---- | ------------------------------------ | ---------------------------- |
| 2004 | Artworks Scotland                    |                              |
| 2015 | True Crime                           |                              |
| 2015 | Have Been Here Before?               |                              |
| 2007 | The Science of Superstorms           |                              |
| 2011 | Harry Welcomes Arctic Heroes         |                              |
| 2016 | The Story of God with Morgan Freeman | 2016-2017                    |
| 2019 | This is Football                     | met Max Aruj en Steffen Thum |
| 2023 | Life on Our Planet                   |                              |

### Korte films
| Jaar | Titel                                 | Opmerkingen                    |
| ---- | ------------------------------------- | ------------------------------ |
| 2002 | Cigarette                             |                                |
| 2003 | Loved, Alone                          |                                |
| 2011 | J.A.W.                                |                                |
| 2011 | Megamind: The Button of Doom          | met Hans Zimmer                |
| 2011 | When You Find Me                      |                                |
| 2011 | Kung Fu Panda: Secrets of the Masters | met Hans Zimmer en John Powell |
| 2011 | J.A.W.                                |                                |
| 2013 | Evermore                              |                                |
| 2013 | Making a Scene                        |                                |
| 2014 | Almost Home                           |                                |
| 2014 | Wasted Beauty                         |                                |
| 2016 | Kung Fu Panda: Secrets of the Scroll  | met Hans Zimmer                |
| 2016 | Behold the Monkey                     |                                |
| 2017 | Them                                  |                                |
| 2017 | Rakka                                 |                                |
| 2017 | Firebase                              |                                |
| 2017 | Zygote                                |                                |
| 2017 | Adam: The Mirror                      |                                |
| 2018 | Happy Birthday to Me                  | met Max Aruj                   |
| 2020 | The Stunt Double                      |                                |
| 2021 | Twelve Nights                         |                                |

### Additionele muziek
Ook heeft Balfe aanvullende filmmuziek gecomponeerd voor andere componisten. Het gaat vaak om een kleine bijdrage.
| Jaar | Titel                                              | Opmerkingen                             |
| ---- | -------------------------------------------------- | --------------------------------------- |
| 2005 | Wallace and Gromit in the Curse of the Were-Rabbit | voor Julian Nott                        |
| 2006 | The Da Vinci Code                                  | voor Hans Zimmer                        |
| 2006 | Pirates of the Caribbean: Dead Man's Chest         | voor Hans Zimmer                        |
| 2006 | The Holiday                                        | voor Hans Zimmer                        |
| 2007 | Pirates of the Caribbean: At World's End           | voor Hans Zimmer                        |
| 2007 | Transformers                                       | voor Steve Jablonsky                    |
| 2007 | The Simpsons Movie                                 | voor Hans Zimmer                        |
| 2007 | Bee Movie                                          | voor Rupert Gregson-Williams            |
| 2008 | Iron Man                                           | voor Ramin Djawadi                      |
| 2008 | The Dark Knight                                    | voor Hans Zimmer en James Newton Howard |
| 2008 | Frost/Nixon                                        | voor Hans Zimmer                        |
| 2008 | Madagascar: Escape 2 Africa                        | voor Hans Zimmer en will.i.am           |
| 2009 | Angels & Demons                                    | voor Hans Zimmer                        |
| 2009 | Transformers: Revenge of the Fallen                | voor Steve Jablonsky                    |
| 2009 | Sherlock Holmes                                    | voor Hans Zimmer                        |
| 2010 | Inception                                          | voor Hans Zimmer                        |
| 2011 | Rango                                              | voor Hans Zimmer                        |
| 2011 | Kung Fu Panda 2                                    | voor Hans Zimmer en John Powell         |
| 2011 | Sherlock Holmes: A Game of Shadows                 | voor Hans Zimmer                        |
| 2012 | Madagascar 3: Europe's Most Wanted                 | voor Hans Zimmer                        |
| 2012 | The Dark Knight Rises                              | voor Hans Zimmer                        |
| 2013 | The Lone Ranger                                    | voor Hans Zimmer                        |
| 2013 | Rush                                               | voor Hans Zimmer                        |
| 2013 | Captain Phillips                                   | voor Henry Jackman                      |
| 2016 | Kung Fu Panda 3                                    | voor Hans Zimmer                        |
| 2017 | Dunkirk                                            | voor Hans Zimmer                        |
| 2019 | Ad Astra                                           | voor Max Richter                        |
| 2020 | The Rhythm Section                                 | voor Steve Mazzaro                      |

### Muziek- / soundtrackproducent
Aan deze projecten was hij ook muziekproducent. Bij sommige films heeft hij ook additionele muziek gecomponeerd.
| Jaar | Titel             | Opmerkingen                                       |
| ---- | ----------------- | ------------------------------------------------- |
| 2018 | Driven            | voor Geronimo Mercado                             |
| 2021 | Lansky            | voor Max Aruj                                     |
| 2022 | Top Gun: Maverick | voor Harold Faltermeyer, Lady Gaga en Hans Zimmer |

## Prijzen en nominaties

### BAFTA Awards
| Jaar | Titel                          | Categorie                | Uitslag     |
| ---- | ------------------------------ | ------------------------ | ----------- |
| 2010 | Call of Duty: Modern Warfare 2 | Beste computerspelmuziek | Genomineerd |
| 2012 | Assassin's Creed: Revelations  | Beste computerspelmuziek | Genomineerd |
| 2013 | Assassin's Creed III           | Beste computerspelmuziek | Genomineerd |
| 2014 | Beyond: Two Souls              | Beste computerspelmuziek | Genomineerd |

### Emmy Awards
| Jaar | Titel    | Categorie                                                                                          | Uitslag     |
| ---- | -------- | -------------------------------------------------------------------------------------------------- | ----------- |
| 2013 | Restless | Beste compositie voor een miniserie, film of special (originele dramatische muziek), afl. "Part 2" | Genomineerd |
| 2017 | Genius   | Beste titelmuziek                                                                                  | Genomineerd |

### Grammy Awards
| Jaar | Titel             | Categorie                                                                    | Uitslag     |
| ---- | ----------------- | ---------------------------------------------------------------------------- | ----------- |
| 2009 | The Dark Knight   | Beste partituur soundtrackalbum voor film, televisie of andere visuele media | Gewonnen    |
| 2023 | Top Gun: Maverick | Beste compilatiesoundtrack voor visuele media                                | Genomineerd |